# Hattie Scott Peterson
Hattie T. Scott Peterson (1913 – 1993) se cree que es la primera mujer afroamericana en obtener una licenciatura en ingeniería civil.

## Biografía
Hattie Scott nació en Norfolk, Virginia el 11 de octubre de 1913. Sus padres eran Hattie (Wilkinson) y Uzeil Scott. Se casó con Donald Charles Peterson (1912-1978) en 1943.
En 1946, Peterson se graduó de la Howard University obteniendo una licenciatura en Ciencias en Ingeniería Civil y comenzó a trabajar como topógrafa e ingeniera cartográfica para el Servicio Geológico de los Estados Unidos (USGS, sus siglas en inglés) en Sacramento, California en 1947.
En 1954, se unió al Cuerpo de Ingenieros del Ejército de los EE. UU. (USACE, sus siglas en inglés), donde fue la primera mujer ingeniera e incentivó para que la ingeniería sea vista como una profesión para mujeres.
Peterson fue miembro de la Asociación Nacional Técnica, la Sociedad Americana de Fotogrametría y la Iglesia Unitaria. Murió el 10 de abril de 1993 en Sacramento. Ella y su esposo dejaron una donación para becas en Howard University.

## Honores
El distrito de Sacramento de la USACE otorga un Premio de Inspiración de Hattie Peterson anualmente en su honor: "El propósito del Premio Hattie Peterson es reconocer a la persona del Distrito de Sacramento cuyas acciones ejemplifican de mejor forma las cualidades de perseverancia personal y profesional a través de desafíos sociales.